# Magneuptychia probata
Espèce
Magneuptychia probata est une espèce d'insectes lépidoptères (papillons) de la famille des Nymphalidae, de la sous-famille des Satyrinae et du genre Magneuptychia.

## Dénomination
Magneuptychia probata a été décrit par Gustav Weymer en 1911 sous le nom initial d’Euptychia probata.

## Écologie et distribution
Magneuptychia probata est présent en Bolivie.

### Protection
Pas de statut de protection particulier.